# Glenwood (Wisconsin)
Glenwood è un comune degli Stati Uniti, situato in Wisconsin, nella Contea di St. Croix.